# Woodbine (Iowa)
Woodbine – miasto w Stanach Zjednoczonych, w stanie Iowa, w hrabstwie Harrison. Zgodnie ze spisem statystycznym
z 2000 miasto liczyło 1564 mieszkańców.